# 李淳 (嘉靖壬辰進士)
李淳（1489年—1548年），字文卿，號纓溪，山東省東昌府濮州人，軍籍，治《詩經》。

## 生平
五月十八日生，行二。由州學生中式嘉靖肆虐乙酉（1525年）山東鄉試第十四名舉人，年四十四歲中式嘉靖十一年（1532年）壬辰科會試第二百二十四名，第三甲第八十六名進士。觀禮部政，授山西潞城县知县，歷陞戶部主事，員外，郎中。出为辰州府知府。

## 家族
曾祖李英；祖李成；父李瓉，義官；母馬氏。永感下，妻任氏，兄恂（省察官），子行知；行素；行遠。